# Pakowanie próżniowe

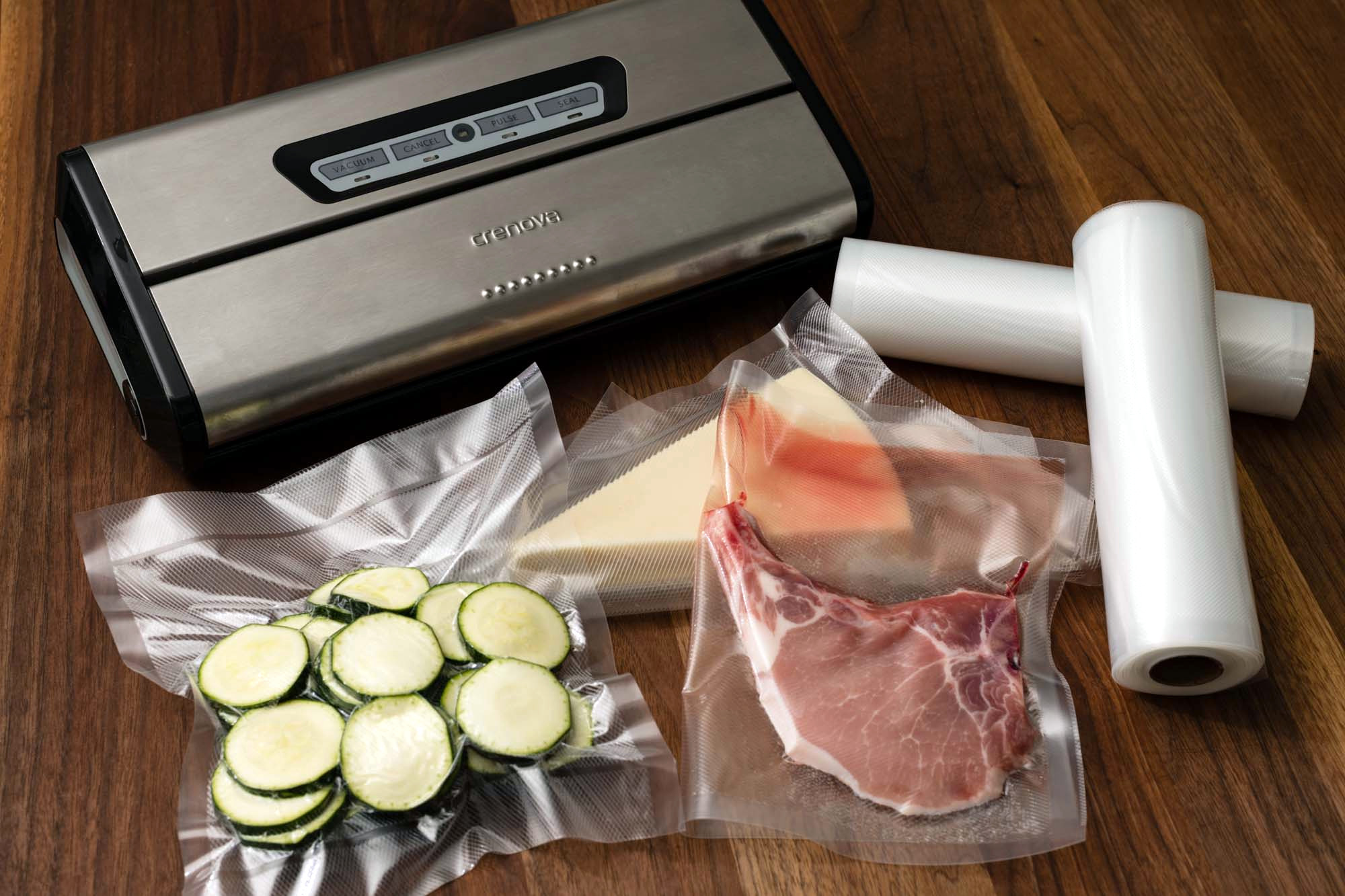
Zapakowana próżniowo żywność wraz z domową pakowarką próżniową i rolkami folii do pakowania

Pakowanie próżniowe – metoda pakowania polegająca na usunięciu powietrza z wnętrza opakowania przed jego szczelnym zamknięciem. Technologia ta znajduje szerokie zastosowanie w różnych gałęziach przemysłu, zwłaszcza w przemyśle spożywczym, m.in. mięsnym, rybnym oraz mleczarskim. Celem pakowania próżniowego jest wydłużenie trwałości produktów, zachowanie ich świeżości oraz ochrona przed czynnikami zewnętrznymi, takimi jak wilgoć, utlenianie czy skażenia mikrobiologiczne.
Pakowanie próżniowe wydłuża trwałość żywności dzięki:
- eliminacji tlenu atmosferycznego, który sprzyja rozwojowi mikroorganizmów i przemianom fizykochemicznym[1],
- ograniczeniu utraty wilgoci,
- ochronie przed zanieczyszczeniami,
- tworzeniu fizycznej bariery przed szkodnikami, bakteriami i pleśniami.

W przypadku mięsa umożliwia zachowanie naturalnej barwy oraz spowolnienie psucia (m.in. jełczenia tłuszczów). Przy pakowaniu ryb zapobiega rozwojowi bakterii i utracie zapachu, natomiast w mleczarstwie stosuje się ją m.in. do pakowania serów, chroniąc je przed wysychaniem i utratą walorów smakowych.

## Pakowanie w atmosferze modyfikowanej
Rozwinięciem pakowania próżniowego jest pakowanie w atmosferze modyfikowanej (MAP, modified atmosphere packaging), w którym po usunięciu powietrza wprowadza się gaz lub mieszaninę gazów.
Do zalet MAP należą możliwość pakowania produktów wrażliwych, które mogłyby ulec uszkodzeniu w wyniku sił działających w klasycznym pakowaniu próżniowym, a także stosowanie atrakcyjnych wizualnie opakowań, takich jak tacki barierowe.
Najczęściej stosowane gazy to azot, dwutlenek węgla oraz tlen. Dobór składu mieszaniny zależy od rodzaju produktu i mechanizmów jego psucia. Przykładowo:
- w przypadku psucia mikrobiologicznego stosuje się wysokie stężenia CO₂ (30–60%),
- przy jełczeniu oksydacyjnym stosuje się 100% azotu lub mieszaniny N₂ i CO₂[3],
- tlen stosuje się m.in. do ograniczania oddychania beztlenowego owoców i warzyw oraz dla utrzymania czerwonej barwy mięsa.

Stosuje się również metodę przepłukiwania gazem (tzw. przedmuch), która nie wymaga tworzenia próżni, ale wiąże się z większym zużyciem gazów. Czasami dodatkowo stosuje się pochłaniacze tlenu.

## Urządzenia do pakowania próżniowego
W zależności od zastosowania i skali produkcji stosuje się różne urządzenia:
- Pakowarki próżniowe komorowe – z komorą poziomą lub pionową, umożliwiają pakowanie w worki barierowe;
- Traysealery – urządzenia do pakowania w atmosferze modyfikowanej w tacki barierowe;
- Linie termoformująco-pakujące – formujące opakowania z folii termoplastycznych metodą termoformowania, umożliwiające pakowanie próżniowe lub w atmosferach modyfikowanych.

## Dodatkowe utrwalanie produktu
Pakowanie próżniowe często łączy się z innymi metodami konserwacji, jak chłodzenie, pasteryzacja, sterylizacja czy gotowanie metodą sous-vide. Kluczowe jest zachowanie ciągłości łańcucha chłodniczego.

## Pakowanie próżniowe produktów niespożywczych
Technologia znajduje także zastosowanie poza przemysłem spożywczym, np. w:
- elektronice (ochrona przed wilgocią i tlenem),
- przemyśle technicznym (ochrona przed korozją),
- medycynie (sterylizacja radiacyjna, zabezpieczenie przed drobnoustrojami),
- przechowywaniu banknotów i papierów wartościowych (ochrona przed czynnikami zewnętrznymi i ingerencją osób nieupoważnionych).